# Винтовка Грина
Винтовка системы Грина, также «Пушка Грина», «Ружьё Грина» (серб.: Пушка система Грин, Puška sistema Grin) – однозарядная винтовка американского оружейника полковника Джеймса Грина, разработанная в 1857 году на основе имеющихся нарезных винтовок армии США. Первая винтовка, принятая на вооружение армией США, и единственная в своем роде винтовка с овальной нарезкой ствола. Была принята на вооружение сербской армии в 1860-х годах. Также проходила испытания в качестве замены для дульнозарядных мушкетов российской императорской армии, но не прошла приемочные испытания. Единственная в мире винтовка, в которой использовалась двухпатронная система.

## История создания
Винтовку Грина изобрел подполковник армии США Джеймс Даррелл Грин. Винтовка была запатентована 17 ноября 1857 года.
Грин изначально не получал никаких контрактов из Америки. Однако получил контракт на 3000 винтовок из России и небольшой контракт на 350 винтовок из Египта. Поскольку у Грина не было производственных мощностей, производством занималась оружейная мастерская А. Х. Уотерса в Миллбери, Массачусетс. С 1859 по начало 1860-х годов было произведено около 4500 винтовок.

## Описание конструкции
Винтовка Грина представляла собой однозарядную, заряжающуюся с казенной части, подзатыльную винтовку. Винтовка Грина стреляла запатентованными бумажными патронами 53-го калибра, изобретенными Джеймсом Дарреллом Грином. Патроны были уникальны тем фактом, что порох в этих патронах был помещен спереди от пули, а не позади нее. Идея заключалась в том, что при стрельбе перед патроном будет еще одна отдельная пуля, а задняя пуля будет действовать как газовый затвор.
Внутренний поршень затвора выдвигается наполовину вперед вдоль внешнего затвора.
Из-за нетрадиционной конструкции патрона, затвор и процедура стрельбы также необычны. Затвор был двухкомпонентным, с внешним затвором и внутренним шомполом. Внешний затвор был полым, что позволяло внутреннему шомполу перемещаться вдоль него. Рукоятка затвора была соединена с внутренним шомполом.
Чтобы произвести выстрел, нужно было нажать кнопку предохранителя, расположенную на выступе за затвором, чтобы отпустить затвор, после чего затвор будет поднят и отведен назад. Пуля без патрона перемещалась в патронник. Затем, не поворачивая рукоятку затвора, рукоятка выдвигалась вперед, перемещая шомпол и загоняя пулю в патронник в правильное положение.
После заряжания пулей рукоятка затвора снова отводилась назад. На этот раз полный патрон  помещался в ствольную коробку,  затвор толкался вперед, и патрон  правильно помещался в патронник. После этого затвор закрывался.
Чтобы выстрелить из винтовки после заряжания патронами, нижний кольцевой курок должен быть наполовину взведен, а на его конус надевается капсюль-ударник. Затем курок взводился до упора, и из винтовки можно было выстрелить, нажав на спусковой крючок. После выстрела процесс выстрела повторялся, чтобы установить оставшуюся пулю в правильное положение, и для выстрела заряжался еще один полный патрон.
При взведении курка капсюль ударного механизма ничем не удерживался на месте и, таким образом, мог легко отвалиться.
В винтовке Грина использовались нарезы типа Чарльза Ланкастера с овальным каналом ствола. Изначально канал ствола казался гладким кругом, но на самом деле был овалом. Большая ось была чуть меньше 0,54 дюйма, а малая - 0,53 дюйма. Овальный канал был скручен по длине ствола, создавая вращение пули.
В винтовке Грина использовался уникальный штык с гнездом. 

## Винтовка Грина в России
В 1859 году была предложена в качестве кавалерийской винтовки для русской кавалерии. В том же 1859 году был заключён контракт на поставку пробной партии в 3000 стволов для прохождения стрелковых испытаний. Партия оружия была доставлена в Царское Село, но по результатам испытаний были выявлены недостатки (один патрон застревал в затворе, не протолкнув другой, причем протолкнуть пулю не удавалось даже при помощи шомпола) и винтовка на вооружение кавалерии принята не была.

## В армии Сербии
В сербской армии по состоянию на 1870 год находилось несколько тысяч винтовок системы Грина, а также новейшие винтовки системы Пибоди. Во время войны против турок в 1876-1878 годах второй класс сербской пехоты был вооружен винтовками системы Грин, в то время как солдаты первого класса получили более современные винтовки Пибоди. Во время войны более 6000 винтовок "Грин" были переоборудованы в "Пибоди экшн", однако в 1877 г. сербская армия все еще имела на вооружении около 12.000 винтовок Грина. После войны все они были переделаны в гораздо более совершенные винтовки Пибоди.

## На вооружении
- Соединённые Штаты Америки - всего выпущено 4500 винтовок.
- Египет - было заказано 350 винтовок.
- Княжество Сербия- несколько тысяч винтовок системы Грина было закуплено в 1866 году после окончания гражданской войны в США. Еще несколько тысяч устаревших винтовок Lorenz M1854 было переделано в арсенале Белграда. К концу сербско-турецкой войны насчитывалось 12000 винтовок системы Грина.
- Российская империя - 3000 винтовок закуплено для стрелковых испытаний и принятия на вооружение в 1859 году. После провала испытаний переданы Сербии.

## Применение
- Гражданская война в США
- Боснийское восстание
- Сербско-турецкая война